# ميد إيفل (لعبة فيديو 2019)
ميد إيفل (بالإنجليزية:MediEvil) لعبة فيديو مغامرات من تطوير شركة اذر اوشن انتراكتيف ونشر وتوزيع شركة سوني إنتراكتيف إنترتينمنت، تم إصدار اللعبة بتاريخ 25 أكتوبر 2019، وتعمل حصرياً على منصة بلاي ستيشن 4، حيث أن هذه اللعبة تدعم اللغة العربية دبلجة وقوائم.

## معرض الصور

صورة من اللعبة